# Minipsyrassa
Minipsyrassa är ett släkte av skalbaggar. Minipsyrassa ingår i familjen långhorningar.
Kladogram enligt Catalogue of Life:
| Minipsyrassa | \| \| Minipsyrassa bicolor \| \| \| \| \| \| Minipsyrassa guanabarina \| \| \| \| |
|              | \| \| Minipsyrassa bicolor \| \| \| \| \| \| Minipsyrassa guanabarina \| \| \| \| |
|              | Minipsyrassa bicolor                                                              |
|              |                                                                                   |
|              | Minipsyrassa guanabarina                                                          |
|              |                                                                                   |